# 艾丽斯·杰克逊
艾丽斯·杰克逊（英語：Alice Jackson，1958年12月28日—），美国女子田径运动员，主攻短跑。她曾代表美国参加1983年泛美运动会田径比赛，获得女子4×100米接力和女子4×400米接力金牌。